# 科尔韦西亚
科尔韦西亚（法語：Corveissiat，法語發音：[kɔʁvesja]）是法国东部安省的一个市镇，属于布雷斯地区布尔格区。

## 地理
科尔韦西亚（46°14'35"N, 5°28'53"E）面积22.69 平方千米，位于法国奥弗涅-罗讷-阿尔卑斯大区安省，该省份为法国东部省份，北起汝拉省，西北接索恩-卢瓦尔省，西接罗讷省和里昂大都会，南至伊泽尔省，东与萨瓦省、上萨瓦省和瑞士接壤。
与科尔韦西亚接壤的市镇（或旧市镇、城区）包括：博洛宗、锡兹、大科朗、马塔弗隆-格朗日、叙朗河畔锡芒德尔、尼维涅和叙朗、图瓦雷特-夸西亚、阿罗马。

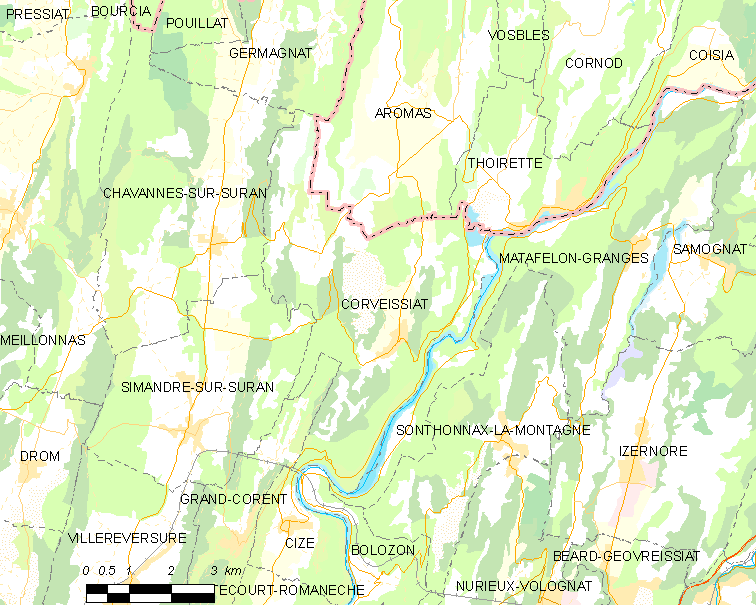
科尔韦西亚的OSM定位图

科尔韦西亚的时区为UTC+01:00、UTC+02:00（夏令时）。

## 行政
科尔韦西亚的邮政编码为01250，INSEE市镇编码为01125。

## 政治
科尔韦西亚所属的省级选区为圣艾蒂安迪布瓦县。

## 人口

1962-2008年间科尔韦西亚人口变化图示

科尔韦西亚于2022年1月1日时的人口数量为587人。